# Witold Klepacz
Witold Janusz Klepacz (* 7. Juli 1953 in Kłobuck) ist ein polnischer Politiker (SLD, Twój Ruch), und Kommunalpolitiker. Er war von 2006 bis 2015 Abgeordneter des Sejm in der V., VI. und VII. Wahlperiode.

## Leben und Beruf
Klepacz machte 1979 einen Abschluss an der Fakultät für Bauwesen an der Schlesischen Technischen Universität in Gliwice. Bis 1983 arbeitete er im Bauunternehmen und in der Huta Katowice, danach führte er ein eigenes Unternehmen. 2002 schloss er ein postgraduales Managemtudium an der Szkoła Główna Handlowa w Warszawie ab.

## Politik
Von 2002 bis 2006 war Klepacz Stellvertreter des Stadtpräsidenten von Sosnowiec. Er erlangte im Dezember 2006 für den Sojusz Lewicy Demokratycznej (SLD) ein Abgeordnetenmandat im Sejm der V. Wahlperiode als Nachrücker für Zbigniew Podraza, der zum Stadtpräsidenten von Dąbrowa Górnicza gewählt worden war. In den Parlamentswahlen 2007 wurde er für den Wahlkreis Sosnowiec mit 24.589 Stimmen über das linke Wahlbündnis Lewica i Demokraci (LiD), an dem sich die SLD beteiligt hatte, in den Sejm gewählt. Er war Mitglied der Sejm Kommission für Infrastruktur. Nach dem Zerfall der LiD_Fraktion wurde er am 22. April 2008 Mitglied der Sejm-Fraktion Lewica.
Er war Vorsitzender des Kreisverbandes des SLD in Sosnowiec und wurde in dieser Funktion im Jahr 2008 bestätigt. Bei der Parlamentswahlen 2011 wurde er erneut wiedergewählt. Im März 2012 wurde er nicht als Vorsitzender der SLD-Sosnowiec wiedergewählt. Am 26. April desselben Jahres wechselte er von der SLD zur Ruch Palikota. Bei der Europawahl 2014 kandidierte er für diese inzwischen Twój Ruch genannte Partei, die jedoch mit 3,6 % der Stimmen an der Sperrklausel scheiterte. Im August 2014 kehrte er zur SLD zurück. Bei den Selbstverwaltungswahlen 2018 kandidierte er für die Polskie Stronnictwo Ludowe zum Sejmik der Woiwodschaft Schlesien, erreichte aber kein Mandat.

## Ehrungen
- 1996 Bronzenes Verdienstkreuz der Republik Polen[7]